# Lingue gunwinyguan
Le lingue gunwinyguan (indicate anche come  gunwingguan) formano la seconda famiglia linguistica più grande delle lingue australiane aborigene.

## Distribuzione geografica
Vengono parlate nella Terra di Arnhem nell'Australia settentrionale. La più diffusa tra queste è il gunwinygu, con circa 1500 parlanti.

## Classificazione
Sebbene la validità della famiglia gunwinyguan sia ampiamente accettata, si discute se sia lecito o meno includere lingue isolate minori. Ethnologue, ad esempio, include le lingue burran, il kakadu, e l'enindhilyagwa, che qui non vengono rappresentate.
Segue una classificazione basata sugli studi di Nicholas Evans dell'Università di Melbourne:
- Gunwinyguan proprio: 
  - lingua djauan [codice ISO 639-3 djn] detta anche adowen, jawan, jawony, jawoyn, kumertuo
  - lingua ngandi [nid]
  - lingua ngalakan [nig] detta anche hongalla, ngalangan, ngalakgan
  - lingua gunwinggu [gup] detta anche gunwinygu, kunwinjku
  - lingua kunbarlang [wlg] detta anche gunbalang, gunbarlang, gungalang, walang, warlang
  - lingua ngalkbun [ngk] detta anche bouin, boun, buan, buin, buwan, dalabon, dangbon, gundangbon, nalabon, ngalabon, ngalkbon
  - lingua rembarunga [rmb] detta anche kaltuy, rainbargo, rembarranga, rembarrnga
  - lingua wagiman [waq] detta anche wageman, wogeman
  - lingua wardaman [wrr] detta anche wadaman, waderman, waduman, warda'man, wardman, warduman, wartaman, wordaman
  - lingua yangman [jng] detta anche dagoman, jungman
- Lingue maran: 
  - lingua alawa [alh] detta anche kallana, leealowa
  - lingua wandarang [wld] detta anche wandaran, warndarang, wuyarrawala
  - lingua mara [mec] detta anche leelalwarra, leelawarra, mala, marra
- Lingua kungarakany [ggk] detta anche gunerakan, gungaragan, gungarakanj, kangarraga, kungarakan
- Lingua nunggubuyu [nuy] detta anche nunggubuju, wubuy, yingkwira
- Lingua waray [wrz] detta anche arwur, awarai, awarra, warrai, warray
- Lingua mangarayi [mpc] detta anche mangarai, mangarrayi, manggarai, mungarai, mungerry, ngarrabadji

Evans ha proposto una parentela tra il gunwinyguan e le lingue pama-nyunga e ha suggerito di raggrupparle in un'unica macrofamiglia chiamata macro-pama-nyunga.